# Daly Waters
Daly Waters è una località australiana del Territorio del Nord, facente parte della contea di Roper Gulf. Si trova a circa 620 km a sud di Darwin, all'intersezione tra la Carpentaria Highway e la Stuart Highway.